# Komarówka (obwód brzeski)
Komarówka (biał. Камароўка, biał łąc. Kamaroŭka, ros. Комаровка) – wieś na Białorusi, w obwodzie brzeskim, w rejonie brzeskim w sielsowiecie Tomaszówka, położona nad Bugiem na wprost polskiej miejscowości Suszno.
Wieś magnacka położona była w końcu XVIII wieku w powiecie brzeskolitewskim województwa brzeskolitewskiego. 
W okresie międzywojennym miejscowość należała początkowo do gminy Przyborowo w powiecie brzeskim województwa poleskiego. Według spisu powszechnego z 1921 r. wieś Komarówka i spisana wraz z nią osada leśna Dąbrowa liczyły w sumie 52 domy. Mieszkało tu 341 osób: 172 mężczyzn, 169 kobiet. Pod względem wyznania dominowali prawosławni (316), ponadto żyło tu 21 rzymskich katolików i 4 żydów. 325 osób deklarowało narodowość białoruską, 12 – polską, a 4 – żydowską. W 1928 roku wraz z całą gminą Przyborowo weszła w skład gminy Domaczów.
W miejscowości urodził się Piotr Klimuk, kosmonauta radziecki i białoruski. Tutejszą szkołę średnią ukończył również Piotr Prakapowicz, przewodniczący Narodowego Banku Białorusi w latach 1998–2011 (chodził z Klimukiem do jednej klasy – absolwenci 1958/59). Tradycje tej szkoły kontynuuje szkoła średnia w Tomaszówce, powstała z połączenia szkół w obu miejscowościach (1970).
Obecnie w Komarówce istnieje przystanek kolejowy Komarówka na trasie między stacjami Kolei Białoruskich: Brześć Centralny – Włodawa (w Tomaszówce).